# Флора Сандс
Флора Сандс (Јокшир, 22. јануар 1876 — Ипсвич, 24. новембар 1956) била је британска болничарка, а касније и једина жена официр српске војске за време Првог светског рата. У почетку као добровољац Хитне помоћи Светог Јована, отпутовала је у Краљевину Србију, где је дочекана и званично регрутована у српску војску. Потом је унапређена у чин наредника, а после рата у капетана прве класе.  Одликована је са седам медаља

## Живот и каријера

### Рани живот
Рођена је 22. јануара 1876. године, као најмлађе дете, у малом месту Недер Попитон, у истоименој парохији  у Јоркширу у Енглеској,  у добростојећој свештеничкој породици из Корка. Њен отац Семјуел Диксон Сендс био је уважени лондонски грађанин. 1885. године са породицом се преселила у Марлсфорд општина Сафок, где је провела детињство и младост. Две године се образовала у Швајцарској девојачкој школи.  Уз доста читања и залагања, током школовања је научила да течно говори француски и немачки језик, а доста добро и српски, те да савлада свирање виолине. Мимо школе, још као млада девојка научила је да јаше коње, пуца из ватреног оружја и вози аутомобил, а једном приликом је изјавила да је пожелела да је рођена као дечак. Радила је као секретарица. Уочи Првог светског рата  завршила је курс за болничарке.
У слободно време, Сандс се обучавала у организацији First Aid Nursing Yeomanry (FANY), која је основана 1907. године као паравојна организација која се састоји само од жена, где је савладала прву помоћ, коњаништво и сигнализацију. Напустила је ФАНИ 1910. године, придруживши се Мејбл Сент Клер Стобарт, у формирању Конвоја за болеснике и рањене жене. Конвој је служио у Србији и Бугарској 1912. током Првог балканског рата.

### Војна каријера
Подстакнута победама Краљевине Србије у ратовима 1912. и 1913. године, тридесетосмогодишња Флора Сендс је после објаве рата Велике Британије Немачкој, августа 1914. године, одлучила да крене у Србију и пружи помоћ Србији. Међутим у Одреду добровољне помоћи у Лондону била је одбијена због недостатка квалификација. Разочарана овом одлуком успела је да ступи у контакт са Мејбел Грујић, супругом Славка Грујића, начелника Министарства иностраних послова Краљевине Србије, која је тих дана за англо-америчку јединицу окупљала болничарке и хирурге за помоћ Србији. Грујић је прихватила Флорин предлог да је стави на списак болничарки јединице хитне помоћи Светог Џона, те је са осталих 36 жена, 12. августа 1914. године возом, са перона железничке станице Черинг Крос, кренула са англо-америчком јединицом у правцу Србије.

Стигли су у Крагујевац, базу српских снага које су се бориле против аустроугарске офанзиве. Сандс се придружила Црвеном крсту Србије и радила у амбуланти за 2. пешадијски пук Војске Србије. 1914. године отишла је на јахање са српским војником који јој је, импресиониран њеним коњичким вештинама, рекао да је њен избор болничарског занимања погрешан и да треба да се пријави у војску као војник. Својој докторки, Изабел Емсли, је саопштила како је увек желела да буде војник и да се бори.
Године 1915. Сандс се упорно борила да стигне до фронта (упркос одвраћањима многих, попут британског конзула, који јој је саветовао да се врати на безбедно),  те се на крају придружила амбулантним колима Другог пука на превоју Бабуна. Током Великог повлачења кроз Албанију, све остало особље Хитне помоћи је побегло или погинуло. Сандсова више није могла да буде корисна као болничарка и у редове ју је уписао генерал Милош Васић. Брзо је напредовала до чина каплара. Касније је испричала да је, да би формализовала промену свог положаја, скинула значку Црвеног крста и заменила је месинганим пуковским фигурама са еполетом. 1916. године, током српског напредовања до Битоља, тешко ју је повредила граната, док се борила прса у прса са непријатељским војником. Потом је добила највише одликовање српске војске, Орден Карађорђеве звезде, а истовремено је унапређена у чин наредника.
1916. године, Сандс је објавила своју аутобиографију, Енглескиња у српској војсци, засновану на њеним писмима и дневницима, делом које је упоређено са списима др Керолајн Метјуз  под називом Искуства жене докторке у Србији. Од прихода добијених продајом аутобиографије, прикупљала је средства за Војску Србије. Са Евелином Хаверфилд, основала је Фонд Евелине Хаверфилд и наредника Флоре Сандс за унапређење удобности српских војника и затвореника. Услед немогућности да настави борбу због повреде, провела је остатак рата водећи болницу. У јуну 1919. у Србији је донет посебан скупштински акт којим је постала прва жена официр српске војске. У октобру 1922. је демобилисана.

### Позни живот
У мају 1927. Сандс се удала за Јурија Јуденича, бившег генерала руске Беле армије. Пар је једно време живео у Француској, али се потом вратио у Србију која је постала део Краљевине Југославије и настанила се у Београду, на Пашином брду, у Улици господара Вучића 91. Између осталих послова, Сандс је возила први београдски такси. Такође, 1927. објавила је другу аутобиографију. Одржала је опсежна предавања о својим ратним искуствима у Уједињеном Краљевству, Аустралији, Новом Зеланду, Француској, Канади и Сједињеним Државама. Док је држала своја предавања, носила је војну униформу. Када је, током Другог светског рата, Немачка започела напад на Југославију у априлу 1941. године, Сандс и Јуденич су позвани у војну службу, али је инвазија извршена пре него што су могли да преузму било какве војне дужности. Немци су их накратко ухапсили и задржали, након чега су пуштени на условну слободу. Јуденич се у међувремену разболео, пребачен је у болницу и тамо умро у септембру 1941.
Сандс се касније вратила у Енглеску. Последње године свог живота провела је у Сафоку, живећи у Ловер Хечстону у близини Викхем Маркета. Умрла је у болници у Ипсвичу 24. новембра 1956. године. Кремирана је у крематоријуму у Ипсвичу, а њен пепео је просут у Врту сећања. У цркви Светог Андреја у Марлсфорду,постављена је спомен-плоча на јужном зиду, у њену част.

## Заоставштина
- Године 1920. вајарка Алис Мередит Вилијамс направила је осликани гипсани модел Флоре Сандс за Царски ратни музеј, где се и данас налази.
- 2009. године, улица у Београду је названа по њој.

## У популарној култури
- Наша енглескиња, телевизијски филм заснован на биографији Флоре Сандс у режији Слободана Радовића снимљен је 1997. године у продукцији РТБ-a.[13][14]Флора Сандс на сеоској свадби у Србији
- У Торнтон Хиту је раније постојао паб који је носио њен назив. Затворен је 2018.године.
- На последњем снимљеном албуму под називом „Зелена Енглеска и Сива Енглеска“ из 2014. године Реџа Мјуроса налази се песма Балада Флоре Сандес, која представља интерпретацију њеног живота.[15]